# Ozerne, Șîroke
Ozerne (în ucraineană Озерне) este un sat în comuna Vodeane din raionul Șîroke, regiunea Dnipropetrovsk, Ucraina.

## Demografie
Componența lingvistică a localității Ozerne
     Ucraineană (100%)
Conform recensământului din 2001, toată populația localității Ozerne era vorbitoare de ucraineană (100%).